# La Cruz de Guerrero
La Cruz de Guerrero är en ort i Mexiko.   Den ligger i kommunen San Luis de la Paz och delstaten Guanajuato, i den centrala delen av landet, 260 km nordväst om huvudstaden Mexico City. La Cruz de Guerrero ligger 2 029 meter över havet och antalet invånare är 492.
Terrängen runt La Cruz de Guerrero är en högslätt, och sluttar söderut. Runt La Cruz de Guerrero är det ganska tätbefolkat, med 52 invånare per kvadratkilometer. Närmaste större samhälle är San Luis de la Paz, 14,8 km öster om La Cruz de Guerrero. Trakten runt La Cruz de Guerrero består till största delen av jordbruksmark.